# Робер, Юбер
Юбе́р Робе́р, Робер из Руин, в старых источниках: Гюбе́р Робе́р (фр. Hubert Robert, Robert des Ruines; 22 мая 1733, Париж — 15 апреля 1808, Париж) — французский живописец, рисовальщик и гравёр, мастер офорта, проектировщик садов, педагог и хранитель картинной галереи Лувра, один из крупнейших пейзажистов французского неоклассицизма; романист, получивший известность картинами с изображениями античных руин и идеализированной природы римской Кампаньи.

## Биография
Юбер Робер происходил из привилегированной семьи. Его отец, Николя Робер, был управляющим в семье Стенвиль, мать — Жанна Катрин Шарлотта Тибо. Юбер родился в Париже 22 мая 1733 года и был крещён на следующий день в церкви Сен-Сюльпис.
В 1745—1751 годах Юбер Робер учился у иезуитов в парижском Коллеж де Франс. Высшая степень его образования означала, что он знал латинский и греческий языки, а также был обучен социальным обычаям высшего общества, что позволило ему в будущем чувствовать себя непринуждённо в аристократических кругах.
В 1751 году Юбер проходил обучение в мастерской скульптора Мишеля-Анж Слодца. После этого, согласно «Abecedario» Пьера-Жана Мариетта, он пользовался покровительством графа Стенвиля (1719—1785), будущего Этьена-Франсуа де Шуазёля, назначенного в то время послом Франции в Риме, который предложил ему отправиться с ним в Италию.
4 ноября 1754 года он прибыл Рим. С 1759 года учился во Французской академии в Риме на Вилле Медичи, не получив при этом престижной Римской премии. В Риме он провёл одиннадцать лет, учился перспективе у мастера живописных ведут Джованни Паоло Паннини, познакомился с Джованни Баттиста Пиранези, чья гравировальная мастерская располагалась на Виа дель Корсо, напротив Палаццо Манчини, дружил с Жаном-Оноре Фрагонаром, аббатом де Сен-Ноном. В Риме Юбер Робер познакомился также с Луи Жан-Жаком Дюрамо, Этьеном де ла Валле-Пуссеном и Жаном-Робером Анго, а также с другими художниками, влиятельными коллекционерами и любителями искусства.
Подолгу жил на вилле д’Эсте в Тиволи. Робер и Фрагонар создали многочисленные рисунки красным мелом с натуры в Риме и его окрестностях, таких как Рончильоне или Тиволи, уделяя особое внимание видам садов и дворцов, оставленных их богатыми владельцами на произвол времени и природы. Именно эти живописные сюжеты ценились любителями живописи XVIII века и которые Юбер Робер продолжал использовать в рисунках и живописи на протяжении всей своей жизни. Аббат де Сен-Нон, почётный член Королевской академии живописи и скульптуры в апреле 1760 года взял Робера и Фрагонара с собой в Неаполь, чтобы посетить самые известные места Кампании, в частности раскопки Помпей и дорические храмы Пестума, которые продолжали восхищать Робера ещё долгое время после возвращения во Францию.
Юбер Робер вернулся в Париж в августе 1765 года. Когда 26 июля 1766 года он представил в Королевскую Академию живописи и скульптуры архитектурный каприз «Порт Рипетта в Риме», он был одобрен и Робер принят в той же сессии в Академию в качестве «архитектурного художника». Получив таким образом право выставлять свои картины в Парижском салоне, в 1767 году Юбер Робер представил тринадцать картин и множество рисунков с изображениями руинированной античной архитектуры, которые получили признание критиков. Его участие в выставках Парижского салона было постоянным до 1798 года. Художник посещал и камерные литературные салоны, такие как знаменитый салон мадам Жофрен, проводившийся по понедельникам до 1777 года, салон её дочери Марии-Терезы де Ла Ферте-Эмбо или салон Элизабет-Луизы де Роган-Шабо, в котором Юбер Робер преподавал рисунок любителям, включая молодого Тома-Шарля Ноде.
Юбер Робер, последовательно занимал должности «рисовальщика королевских садов» (dessinateur des Jardins du Roi), хранителя королевских картин, хранителя музея и советника Академии, он отвечал за обустройство некоторых частей королевских резиденций, таких как поместье королевы Трианон в Версале. Оформление последнего вдохновлено ансамблем в Эрменонвиле, в проектировании которого Робер принимал участие в качестве художественного консультанта маркиза Рене Луи де Жирардена. Парк Меревиль, принадлежавший маркизу Жану Жозефу Делаборду, можно считать местом, где влияние Юбера Робера проявилось наиболее существенно.
В 1778 году, когда было принято решение об открытии музея в Лувре, Юбер Робер, был назначен хранителем Королевского музея (Garde du Museum) с поручением подготовить к выставке шедевры из королевской коллекции. До 1793 года художник жил в Лувре, в Большой галерее, специально отведённой под мастерские королевских живописцев.
Во время Французской революции 29 октября 1793 года Робер был арестован Комитетом революционного надзора по подозрению в нелояльности и заключён в тюрьму Сент-Пелажи, 31 января 1794 года переведён в тюрьму Сен-Лазар. Освобождён в 1794 году после падения диктатуры Робеспьера. Об этом периоде в его жизни свидетельствуют несколько рисунков, сделанных в заключении. Кроме этого он создал ряд картин и множество рисунков со сценами из тюремной жизни, расписывал на продажу тарелки. Даже после освобождения тема заточения и свободы продолжала занимать существенное место в его творчестве.
В 1795 году Робер вернулся на свою должность куратора музея, будущего Лувра, которую он покинул только после выхода на пенсию в ноябре 1802 года. Он планировал воссоединить два дворца: Лувр и Тюильри. Именно к этому плодотворному периоду относятся многочисленные виды Лувра, реальные или воображаемые, где среди обломков зданий и разрушенных арок можно увидеть античные статуи, в том числе Аполлона Бельведерского. На одной из картин Робер изобразил придуманное им крыльцо Малой галереи Луврского дворца с портиком и кариатидами и латинской надписью на архитраве: «Artium Aedes» (Дом искусств; 1800, Эрмитаж, Санкт-Петербург).
15 апреля 1808 года Юбер Робер скончался от апоплексического удара в возрасте семидесяти четырёх лет в доме 19 на улице Нев-дю-Люксембург в Париже, не оставив наследников. Похоронен на парижском кладбище Отой. Его гробница не сохранилась, но надгробная стела имеется.
Значительные коллекции рисунков и картин Юбера Робера имеются в Музее искусств и археологии в Валансе, парижском Лувре, муниципальной библиотеке Безансона и в Государственном Эрмитаже в Санкт-Петербурге.

## Творчество
Помимо произведений Паннини и Пиранези, а также ведут живописцев венецианской школы, Робера вдохновляли картины Никола Пуссена, писавшего столетие назад в Италии идиллические «пейзажи с мифологическими фигурами», а также антикизированные пейзажи римской Кампаньи К. Лоррена, который изображал античные руины, море, корабли, небо и заходящее солнце.
Робер также изображал собственные фантазии на античные темы, свободно совмещая памятники древнеримской архитектуры, на самом деле находящиеся в разных местах, а на фоне их величественных руин писал современные фигуры: обычных крестьян, бродяг, прачек, возчиков, художников на этюдах, археологов-любителей, подобно тому, как это делал в своих пейзажах А. Маньяско.
Вначале Робер, поражённый величием древнего Рима и тем, как этот город интерпретировал в своих офортах Джованни Баттиста Пиранези «попытался соединять в одной картине памятники архитектуры, расположенные в разных местах, но потом стал смелее фантазировать и представлять невиданные каналы и водоёмы с мощно перекинутыми через них арками, набережные с колоннадами и никуда не ведущими проспектами, совсем как у Пиранези… Робер увидел в руинах Вечного города не статичный классический идеал, а вечное движение, динамику жизни. Мотивы его искусства были классицистическими, а живописная фактура: игра света и тени на воде, камнях, поросших мхом и кустарником — романтической. Композиции своих архитектурных пейзажей Робер выстраивал по правилам фронтальной перспективы, обычно с низким горизонтом, подчёркивая монументальность, контрасты светотени и масштабов — грандиозности зданий и маленьких, затерянных фигурок людей, увлечённых своими бытовыми делами и будничными заботами».
Вернувшись из Италии в Париж, Юбер Робер оказал влияние на многих французских художников, в частности на Л.-Г. Моро Старшего. По оригиналам Робера гравировал Р. Де Сен-Нон. Романтические ведуты Робера называли «каприччо».
Картины Робера высоко ценили современники. О художнике писал в поэме «Воображение» (L’Imagination) (1806) Жак Жак Делиль. Вольтер избрал этюды Робера для украшения своего замка в Фернее. Однако Дени Дидро в своих обзорах Парижских салонов весьма критично отнёсся к фантазиями Робера, назвав их «скучными и утомительными», отметив также непропорциональность и плохой рисунок некоторых фигур.

## Картины Робера в России
Картины Робера пользовались успехом у российских аристократов и самой императрицы Екатерины II. Так они стали частью екатерининского классицизма в России. В 1802 году Юбер Робер был избран «Почётным вольным общником» Императорской Академии художеств в Санкт-Петербурге. Картины Робера, приобретённые российской императрицей, ныне экспонируются в Белом зале Зимнего дворца Государственного Эрмитажа, экспозиция которого вместе с французской мебелью того времени, также приобретённой для императрицы Екатерины, ныне даёт представление о вкусах периода екатерининского классицизма. Картины Робера стали одним из источников вдохновения для творчества архитекторов Чарлза Камерона, Луиджи Руски, Петра Неелова, планировки парка и «руинных» сооружений Царского Села.
В собрании Эрмитажа насчитывается пятьдесят две картины Робера.
Робер работал по заказам графа А. С. Строганова для картинной галереи Строгановского дворца в Санкт-Петербурге, Н. Б. Юсупова для его коллекции в Архангельском, М. С. Воронцова для его дворца в Алупке, в Крыму. Эти собрания имели важное значение для многих русских художников.
Юбер Робер имел обыкновение оставлять на своих картинах фирменные метки. В каждой картине среди надписей на стене руины, на здании, памятнике, отдельном камне, и даже на клейме коровы, можно найти имя: «Hubert Robert», «H. Robert» или инициалы «H.R.». На некоторых картинах среди изображённых персонажей художник оставлял свой автопортрет (седовласый мужчина средних лет).

## Галерея
- Водный театр виллы Альдобрандини. Холст, масло. Частное собрание
- Вилла Мадама под Римом. Ок. 1767. Холст, масло. Государственный Эрмитаж, Санкт-Петербург
- Терраса в Марли. Холст, масло. Государственный Эрмитаж, Санкт-Петербург
- Пейзаж с каменным мостом. 1780-е. Холст, масло. Государственный Эрмитаж, Санкт-Петербург
- Лестница во дворце Фарнезе в Капрароле. 1780-е. Холст, масло. Лувр, Париж
- Руины дорического храма. 1783. Холст, масло. Государственный Эрмитаж, Санкт-Петербург
- Архитектурный пейзаж с каналом. 1783. Холст, масло. Государственный Эрмитаж, Санкт-Петербург
- Античные руины, используемые как общественные бани. 1798. Холст, масло. Государственный Эрмитаж, Санкт-Петербург
- Пейзаж с руинами круглого храма, статуей Венеры и памятником Марку Аврелию. 1789. Холст, масло. Государственный Эрмитаж, Санкт-Петербург
- Каприччио классических руин с фигурами. Между 1700 и 1799. Холст, масло. Королевская коллекция, Великобритания
- Архитектурное каприччио с памятниками Нима.
- Квадратный дом в Ниме. 1787. Холст, масло. Лувр, Париж
- Квадратный дом. Деталь. Государственный Эрмитаж. Автопортрет художника с планшетом для рисования и подпись на тёсаном камне слева: «H. Robert» с датой написания картины: 1783

## Наследие и память
За свою жизнь Робер создал около тысячи картин и около десяти тысяч рисунков. Его произведения представлены в Лувре, музее Карнавале, во многих музеях Европы, США, Канады, Австралии.
О живописном мире художника снят документальный фильм Александра Сокурова «Робер. Счастливая жизнь» (1996).